# Jazz Terrassa
Jazz Terrassa és un grup de promotors del jazz l'origen del qual es remunta a l'any 1953 amb el naixement del Hot Club de Terrassa. Posteriorment, el 1959 s'esdevingué la fundació del Club de Jazz de Joventuts Musicals, més tard integrat dins la prestigiosa entitat terrassenca Amics de les Arts i Joventuts Musicals, de la qual Jazz Terrassa constitueix el club de jazz.
El 1959 van crear la Jazz Cava com a local destinat a l'audició de música de jazz a Terrassa. Hi actuaren destacats jazzmen internacionals com Tete Montoliu, Lou Bennet, Ramon Farrau, Josep M. Farràs, Pere Ferré, Adrià Font, Art Farmer, Ben Webster, Johnny Griffin o Clide Hampton.
La seva activitat més intensa és la promoció de concerts jazzístics, tant dels que componen la temporada anual com els programats dins el Festival de Jazz Terrassa, que l'any 2008 ha arribat a la 27a edició. L'any 2005 va rebre la Creu de Sant Jordi.